# Попов Митрофан Олексійович
Митрофан Олексійович Попов (17 (29) листопада 1843, м. Харків —1905/1907?) — український анатом, професор, декан медичного факультету Імператорського Харківського університету (1901).

## Життєпис
Народився 17 листопада 1843 року у купецькій родинні у Харкові. Здобув освіту в 1-й Харківській гімназії (1861) і на медичному факультеті Харківського університету, який закінчив з відзнакою у 1866 році.
Після закінчення навчання вступив до Харківського медичного товариства, де влітку приймав хворих, а восени виконував обов'язки дільничного лікаря Харкова під час епідемії холери.
З 1867 року — помічник прозектора фізіологічної анатомії; читав лекції анатомії для слухачок акушерства при Харківському земському повивальному училищі до 1872 року. У 1870 році він витримав докторантський іспит, і професор І. К. Вагнер запропонував раді університету направити М. О. Попова у наукове відрядження за кордон на 2 роки для підготовки до звання професора.
Під час перебування за кордоном Попов займався у Відні — у Йозефа Гіртля й Карла Лангера, в Бонні — у Макса Шульце, в Берліні — в лабораторії професора Рудольфа Вірхова вивчав нормальну та патологічну гістологію. Також знайомився з анатомічними музеями у Бонні, Цюриху, Тюбінгені, Женеві, Паризі, Амстердамі, Лондоні, Брюселі.
Докторську дисертацію «Про нерви жовчного міхура» (1872) написав на основі своєї роботи у Карла Лангера.
У 1874—1888 роках Попов був помічником професора анатомії Харківського університету Івана Карловича Вагнера — працював прозектором на кафедрі патологічної анатомії: вів практичні заняття зі студентами на трупах і, одночасно, читав анатомію кісток і зв'язок. Із 1885 року — приват-доцент, з 1888 року — екстраординарний, з 1892 року — ординарний професор із фізіологічної анатомії. Очолював кафедру анатомії до 1897 року [керівники]. Викладав анатомію до 1901 року, але ще в 1902 році читав 1 годину на тиждень курс антропології.
1901 рік — декан медичного факультету Імператорського Харківського університету.
Помер 27 грудня 1905 року. Похований на 13-му міському кладовищі Харкова.

## Наукова та педагогічна робота
Митрофан Олексійович займався вивченням периферичної нервової системи, розробляв нові методи її дослідження. Вчений опублікував більше 50 праць, присвячених будові нервової системи, проблемам остеології та історії Харківського університету. Він підготував двох докторів наук — О. К. Бєлоусова (1889) і О. О. Попова (1900). Удосконалив процес бальзамування. Зібрав для анатомічного музею велику колекцію черепів людей різного віку, статі, різних рас. Частина експонатів демонструвала аномалії в будові черепа та різні патології. Разом з І. К. Вагнером переклав російською мовою фундаментальний підручник Я. Генле «Очерк анатомии человека» (текст і атлас). Брав участь у наукових засіданнях Харківського медичного товариства.
До 30-річного ювілею діяльності вченого у 1897 році університетом був виданий науковий збірник «Сборник в  память 30-летнего юбилея ученой и  педагогической деятельности профессора М. А. Попова».